# Sjarhej Martynau

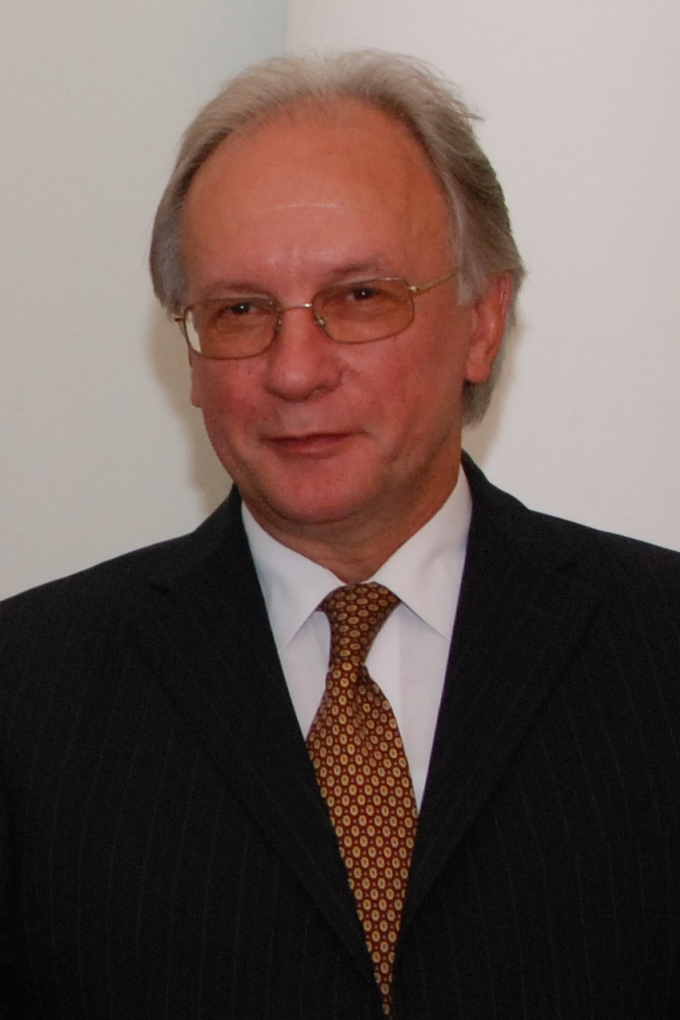
Sjarhej Martynau (2010)

Sjarhej Martynau (* 22. Februar 1953 in Leninakan, Armenische SSR; russische Namensform Sergei Nikolajewitsch Martynow) ist ein belarussischer Diplomat und Politiker. Von 2003 bis 2012 war er Außenminister seines Landes.
Sjarhej Martynau schloss 1975 sein Studium am Moskauer Staatlichen Institut für Internationale Beziehungen mit Auszeichnung ab. Danach arbeitete er bis 1980 im Außenministerium in der Abteilung für Außenwirtschaftsbeziehungen. Von 1980 bis 1988 war er als Referent des sowjetischen Außenministers tätig. Von 1988 bis 1991 war er Stellvertreter des Leiters der Abteilung für Internationale Organisationen im sowjetischen Außenministerium. Danach war er ein Jahr in der Vertretung von Belarus bei den Vereinten Nationen in New York tätig und danach in der belorussischen Botschaft in Washington, D.C., wo er 1993 zum Botschafter ernannt wurde. 1994 wurde er außerdem zum Botschafter in Mexiko ernannt. 1997 kehrte er in seine Heimat zurück und wurde erster stellvertretender Außenminister. 2001 ging er als belorussischer Botschafter nach Belgien, wo er zugleich offizieller Vertreter seines Landes bei der EU und der NATO war. Im März 2003 kehrte er nach Belarus zurück, wo er zum Außenminister ernannt wurde. Er behielt dieses Amt bis August 2012, als er durch Uladsimir Makej ersetzt wurde.
Martynau spricht neben Russisch auch Englisch, Französisch und Swahili. Er ist verheiratet und hat zwei Söhne.